# Kaitasaari (ö i Södra Savolax, Nyslott, lat 62,07, long 28,68)
Kaitasaari är en ö i Finland. Den ligger i sjön Haukivesi och i kommunen Nyslott i  landskapet Södra Savolax, i den sydöstra delen av landet, 290 km nordost om huvudstaden Helsingfors. Öns area är 0,7 hektar och dess största längd är 330 meter i sydöst-nordvästlig riktning.